# Spezialbrot
Ein Spezialbrot ist ein Brot, das im Bundeslebensmittelschlüssel in der Kategorie B7 geführt wird. Es handelt sich dabei um Brotsorten, die denen der Kategorie B1 bis B6 ähneln, während es aber bei mindestens einem der folgenden Punkte prägnante Abweichungen gibt:

## Spezialbrote nach Backverfahren

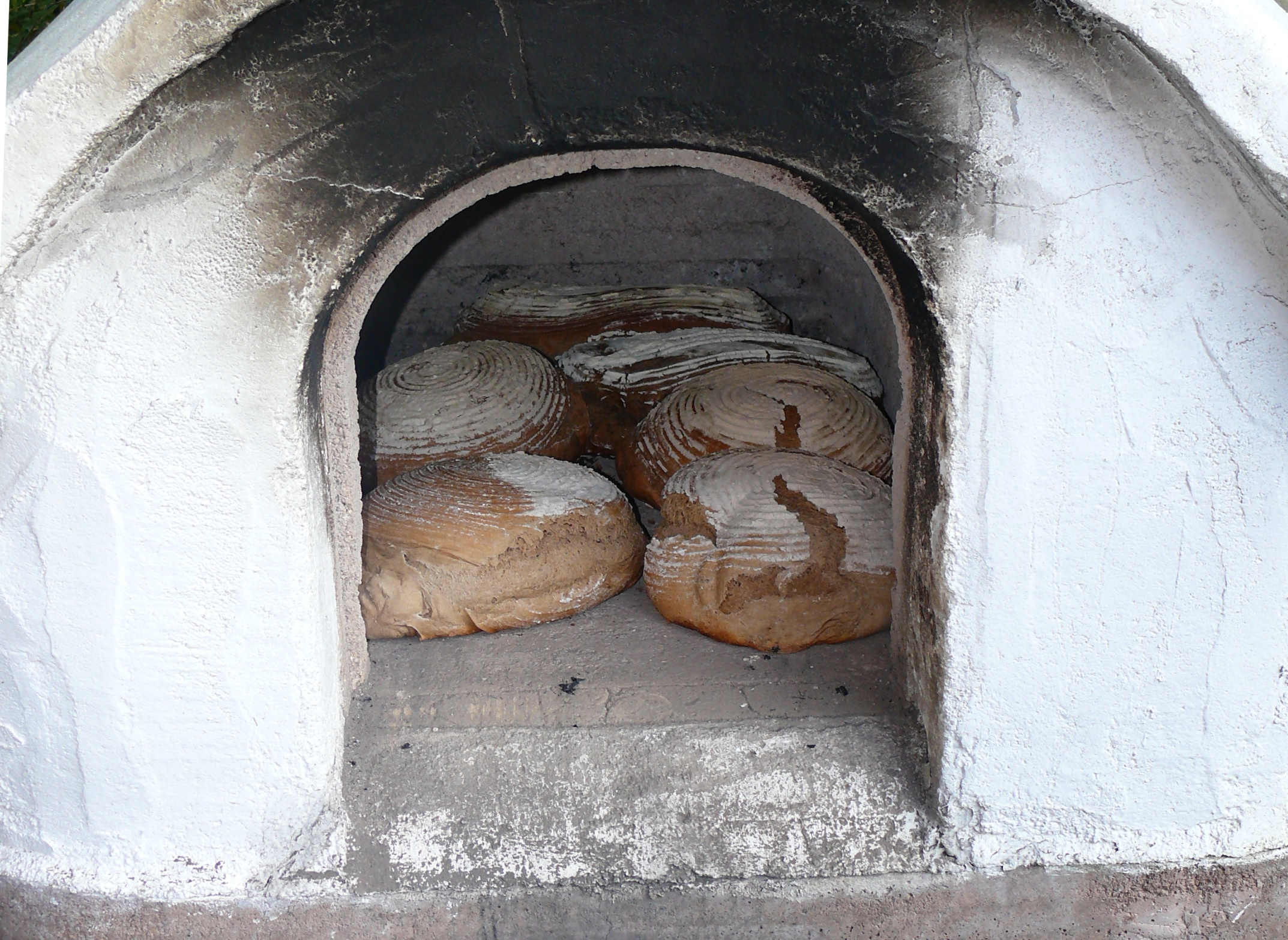
Beispiel Steinofen-Brot

Beispiele hierfür sind Holzofen-, Steinofen-, Dampfkammer- und Gersterbrote.
Dampfkammerbrote, wie zum Beispiel das Pumpernickel, werden bis zu 16 Stunden bei 100–120 °C gebacken. Typisch sind die fehlende Kruste und der süßliche Geschmack.
Gersterbrotteiglinge werden mit einer offenen Gasflamme abgeflämmt. Hierdurch bekommt das Brot eine besondere Sprenkelung. Durch das Abflämmen bleiben mehr Aromastoffe im Brot enthalten, denn sie können nicht entweichen.

## Spezialbrote nach Getreidesorte
Obwohl Hafer, Gerste, Mais, Hirse und Reis Getreide sind, können sie kein backfähiges Teiggitter (Klebernetz) bilden, weshalb man aus ihnen allein kein Brot backen kann. Gibt man sie einem normalen Brot zu je mindestens 5 % zu, entsteht ein Mehrkornbrot.
Wird das Brot nach der zusätzlich verwendeten Getreidesorte benannt, muss das Getreide zu mindestens 20 % verwendet werden.
Aus Dinkel, der dem Weizen sehr ähnlich ist, kann hingegen Brot gebacken werden.

## Spezialbrote nach Nährwert
Dies geschieht z. B. durch das Vermindern des Kohlenhydrat-Anteils, durch Anreichern von Eiweiß (dann muss der Eiweißanteil des Brots 22 % der Trockenmasse ausmachen) oder durch Senken des Energiewertes um mindestens 20 %. Zusätze, um den Eiweißanteil zu erhöhen, sind Weizenkleber, Milcheiweiß oder Soja.

## Spezialbrote nach pflanzlichen oder tierischen Zutaten
Beispiele für pflanzliche Zutaten sind Saaten (Anteil mindestens 8 %), Rosinen (Anteil mindestens 15 %), Kartoffeln (Kartoffelbrot) oder Gewürze (diese müssen sensorisch wahrnehmbar sein).
Beispiele für tierische Zutaten sind vor allem Milchprodukte und Schinken.

## Spezialbrote nach Mahlerzeugnissen
Dazu gehört auch Malzbrot, das durch Malz eine dunkle Farbe und einen leicht süßlichen Geschmack erhält (z. B. Malfabrot). 
Schrotbrot (oder Schrotbrötchen) enthält mindestens 90 % Weizen- oder Roggenbackschrot (in beliebigem Verhältnis). Andere Bezeichnungen: Grobbrot, Groffbroat
Kleiebrot (Kleiebrötchen) enthält mindestens 10 % Speisekleie (Schale des Getreidekorns)
(prozentuale Abgaben nach den Leitsätzen).

## Spezialbrote nach diätetischem Wert
Diätische Brote können frei von Hefe sein.
Sie können vitaminisiert sein, z. B. durch Zusatz von Vitamin B. Diätische Brote können einen verminderten Nährwert haben. Dies wird durch die Zugabe von Schrot, Kleie und Soja erreicht. Sie eignen sich für Diabetiker.
Diätische Brote können eiweißarm und frei von Gluten sein. Sie eignen sich für Menschen, die an Zöliakie erkrankt sind und dürfen nicht aus Weizen, Roggen, Gerste oder Hafer bestehen.
Diätische Brote können natriumvermindert sein. Dies wird durch das Ersetzen von Kochsalz durch Kalium oder Magnesium erreicht. Es eignet sich für Patienten mit einer Herzkrankheit oder Bluthochdruck.